# Royal-Wrangler-Oliver Tex
Royal–Wrangler-Oliver Tex war ein schweizerisches Radsportteam, das nur 1982 bestand.

## Geschichte
Das Team wurde 1982 unter der Leitung von René Franceschi gegründet. Neben den Siegen konnten gute Platzierungen  wie die beiden 10. Plätze bei der Tour de Suisse und der Deutschland-Rundfahrt erreicht werden. Platz 11 bei der Meisterschaft von Zürich, Platz 12 bei Paris-Nizza und der zweite Platz bei der Trofeo Luis Puig waren die weiteren Ergebnisse in der Saison 1982. Zum Ende der Saison wurde das Team aufgelöst.

## Erfolge
1982
- eine Etappe Tour de Suisse
- Berner Rundfahrt
- Stausee-Rundfahrt Klingnau
- Kaistenberg-Rundfahrt
- Bergwertung Luxemburg-Rundfahrt

## Grand-Tour-Platzierungen
| Grand Tour            | 1982 |
| --------------------- | ---- |
| Vuelta a EspañaVuelta | –    |
| Giro d’ItaliaGiro     | 14   |
| Tour de FranceTour    | –    |

## Monumente-des-Radsports-Platzierungen
| Monument                 | 1982 |
| ------------------------ | ---- |
| Mailand–Sanremo          | 31   |
| Flandern-Rundfahrt       | 15   |
| Paris–Roubaix            | –    |
| Lüttich–Bastogne–Lüttich | 34   |
| Lombardei-Rundfahrt      | 26   |

## Bekannte ehemalige Fahrer
- Erich Mächler (1982)
- Gottfried Schmutz (1982)
- Acácio da Silva (1982)
- Peter Kehl (1982)
- Henry Rinklin (1982)